# Pohorylec
Pohorylec (ukr. Погорілець, Pohoriłeć) – wieś na Ukrainie, w obwodzie iwanofrankiwskim,  w rejonie rożniatowskim.